# Élections législatives de 1973 en Guadeloupe
Les élections législatives françaises de 1973 se déroulent les 4 et 11 mars 1973. Dans le département de la Guadeloupe, trois députés sont à élire dans le cadre de trois circonscriptions.

## Élus
| Circonscription | Député sortant   | Parti | Parti | Député élu ou réélu | Parti | Parti         |
| --------------- | ---------------- | ----- | ----- | ------------------- | ----- | ------------- |
| 1re             | Léopold Hélène   |       | UDR   | Léopold Hélène      |       | UDR           |
| 2e              | Paul Lacavé      |       | PCG   | Frédéric Jalton     |       | Divers droite |
| 3e              | Gaston Feuillard |       | UDR   | Raymond Guilliod    |       | UDR           |

## Résultats

### Résultats à l'échelle du département
| Parti                 | Parti                                   | Premier tour | Premier tour | Second tour | Second tour | Sièges |
| Parti                 | Parti                                   | Voix         | %            | Voix        | %           | Sièges |
| --------------------- | --------------------------------------- | ------------ | ------------ | ----------- | ----------- | ------ |
|                       | Union des démocrates pour la République | 18 095       | 27,03        | 29 750      | 36,01       | 2      |
|                       | Divers droite                           | 16 275       | 24,31        | 15 599      | 18,88       | 1      |
|                       | Union des républicains de progrès       | 33 123       | 49,47        | 45 349      | 54,89       | 3      |
|                       |                                         |              |              |             |             |        |
|                       | Parti communiste guadeloupéen           | 26 818       | 40,05        | 37 273      | 45,11       | 0      |
|                       | Parti socialiste                        | 1 690        | 2,52         |             |             | 0      |
|                       | Divers gauche                           | 909          | 1,36         | 0           |             |        |
|                       | Union de la gauche                      | 29 417       | 43,94        | 37 273      | 45,11       | 0      |
|                       |                                         |              |              |             |             |        |
|                       | Mouvement réformateur                   | 2 559        | 3,82         |             |             | 0      |
|                       | Extrême gauche                          | 607          | 0,91         | 0           |             |        |
|                       |                                         |              |              |             |             |        |
| Inscrits              | Inscrits                                | 144 503      | 100,00       | 144 368     | 100,00      | 3      |
| Abstentions           | Abstentions                             | 74 027       | 51,23        | 59 287      | 41,07       |        |
| Votants               | Votants                                 | 70 476       | 48,77        | 85 081      | 58,93       |        |
| Blancs et nuls        | Blancs et nuls                          | 3 523        | 5            | 2 459       | 2,89        |        |
| Exprimés              | Exprimés                                | 66 953       | 95           | 82 622      | 97,11       |        |
| Source : Data.gouv.fr |                                         |              |              |             |             |        |

### Résultats par circonscription

#### Première circonscription (Pointe-à-Pitre)
| Candidat                                                     | Candidat                     | Parti                      | Premier tour | Premier tour | Second tour | Second tour |  |
| Candidat                                                     | Candidat                     | Parti                      | Voix         | %            | Voix        | %           |  |
| ------------------------------------------------------------ | ---------------------------- | -------------------------- | ------------ | ------------ | ----------- | ----------- |  |
|                                                              | Hégésippe Ibéné              | PCG                        | 10 951       | 48,77        | 14 852      | 49,67       |  |
|                                                              | Léopold Hélène sortant réélu | UDR (URP)                  | 8 541        | 38,04        | 15 051      | 50,33       |  |
|                                                              | Charles Corbin               | Divers droite (Maj. prés.) | 1 204        | 5,36         |             |             |  |
|                                                              | Georges Nicolo               | Divers gauche              | 909          | 4,05         |             |             |  |
|                                                              | Henri Beaujean               | MR                         | 478          | 2,13         |             |             |  |
|                                                              | Roger Megy                   | PS (UGSD)                  | 263          | 1,17         |             |             |  |
|                                                              | Christophe Paul              | Extrême gauche             | 107          | 0,48         |             |             |  |
|                                                              |                              |                            |              |              |             |             |  |
| Inscrits                                                     | Inscrits                     | Inscrits                   | 49 137       | 100,00       | 49 222      | 100,00      |  |
| Abstentions                                                  | Abstentions                  | Abstentions                | 25 709       | 52,32        | 18 625      | 37,84       |  |
| Votants                                                      | Votants                      | Votants                    | 23 428       | 47,68        | 30 597      | 62,16       |  |
| Blancs et nuls                                               | Blancs et nuls               | Blancs et nuls             | 975          | 4,16         | 694         | 2,27        |  |
| Exprimés                                                     | Exprimés                     | Exprimés                   | 22 453       | 95,84        | 29 903      | 97,73       |  |
| Source : Ministère de l'Intérieur et Le Monde du 7 mars 1973 |                              |                            |              |              |             |             |  |

#### Deuxième circonscription (Les Abymes)
| Candidat                                                     | Candidat            | Parti               | Premier tour | Premier tour | Second tour | Second tour |  |
| Candidat                                                     | Candidat            | Parti               | Voix         | %            | Voix        | %           |  |
| ------------------------------------------------------------ | ------------------- | ------------------- | ------------ | ------------ | ----------- | ----------- |  |
|                                                              | Frédéric Jalton élu | Divers droite (URP) | 11 562       | 50,58        | 15 599      | 54,44       |  |
|                                                              | Paul Lacavé sortant | PCG                 | 9 544        | 41,75        | 13 052      | 45,56       |  |
|                                                              | René Toribio        | PS (UGSD)           | 1 427        | 6,24         |             |             |  |
|                                                              | Yolande Lasserre    | Extrême gauche      | 195          | 0,85         |             |             |  |
|                                                              | Hervé Jean          | Extrême gauche      | 90           | 0,39         |             |             |  |
|                                                              | Raymond Vivies      | Divers droite       | 43           | 0,18         |             |             |  |
|                                                              |                     |                     |              |              |             |             |  |
| Inscrits                                                     | Inscrits            | Inscrits            | 47 574       | 100,00       | 47 568      | 100,00      |  |
| Abstentions                                                  | Abstentions         | Abstentions         | 23 376       | 49,14        | 18 076      | 38          |  |
| Votants                                                      | Votants             | Votants             | 24 198       | 50,86        | 29 492      | 62          |  |
| Blancs et nuls                                               | Blancs et nuls      | Blancs et nuls      | 1 337        | 5,53         | 841         | 2,85        |  |
| Exprimés                                                     | Exprimés            | Exprimés            | 22 861       | 94,47        | 28 651      | 97,15       |  |
| Source : Ministère de l'Intérieur et Le Monde du 7 mars 1973 |                     |                     |              |              |             |             |  |

#### Troisième circonscription (Basse-Terre - Marie-Galante)
| Candidat                                                     | Candidat             | Parti                      | Premier tour | Premier tour | Second tour | Second tour |  |
| Candidat                                                     | Candidat             | Parti                      | Voix         | %            | Voix        | %           |  |
| ------------------------------------------------------------ | -------------------- | -------------------------- | ------------ | ------------ | ----------- | ----------- |  |
|                                                              | Raymond Guilliod élu | UDR (URP)                  | 9 554        | 44,15        | 14 699      | 61,07       |  |
|                                                              | Jérome Clery         | PCG                        | 6 323        | 29,22        | 9 369       | 38,93       |  |
|                                                              | Marcel Etzol         | Divers droite (Maj. prés.) | 3 466        | 16,02        |             |             |  |
|                                                              | Philippe Louis       | MR                         | 2 081        | 9,62         |             |             |  |
|                                                              | Philippe Anais       | Extrême gauche             | 215          | 0,99         |             |             |  |
|                                                              |                      |                            |              |              |             |             |  |
| Inscrits                                                     | Inscrits             | Inscrits                   | 47 792       | 100,00       | 47 578      | 100,00      |  |
| Abstentions                                                  | Abstentions          | Abstentions                | 24 942       | 52,19        | 22 586      | 47,47       |  |
| Votants                                                      | Votants              | Votants                    | 22 850       | 47,81        | 24 992      | 52,53       |  |
| Blancs et nuls                                               | Blancs et nuls       | Blancs et nuls             | 1 211        | 5,3          | 924         | 3,7         |  |
| Exprimés                                                     | Exprimés             | Exprimés                   | 21 639       | 94,7         | 24 068      | 96,3        |  |
| Source : Ministère de l'Intérieur et Le Monde du 7 mars 1973 |                      |                            |              |              |             |             |  |